# The Dave Brubeck Quartet

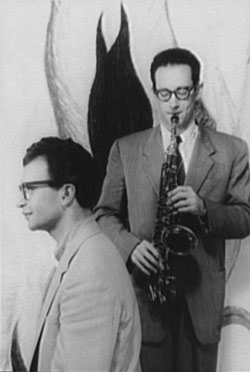
Od lewej: Dave Brubeck i Paul Desmond w 1954 roku

The Dave Brubeck Quartet – amerykański kwartet jazzowy powstały w 1951 roku. Grupa powstała z inicjatywy pianisty Dave’a Brubecka, który zaprosił do współpracy saksofonistę Paula Desmonda. W początkowym okresie działalności muzycy występowali w klubie Blackhawk w San Francisco, popularność zyskali dzięki serii koncertów w kampusach akademickich.
Na przestrzeni lat Brubeck i Desmond pozostali jedynymi członkami oryginalnego składu. The Dave Brubeck Quartet zasilany przez różnych kontrabasistów i perkustów został rozwiązany w 1967 roku. W 1976 roku grupa została reaktywowana na krótko z okazji 25 lecia powstania. Rok później 30 maja 1977 roku Desmond zmarł z powodu raka płuc.

## Muzycy

### Ostatni znany skład
Ostatni skład The Dave Brubeck Quartet uznawany za klasyczny.
- Dave Brubeck – fortepian (1951–1967)
- Paul Desmond – saksofon altowy (1951–1967)
- Joe Morello – perkusja (1956–1967)
- Eugene Wright – kontrabas (1958–1967)

### Byli członkowie
- Bob Bates – kontrabas (1951–1956)
- Joe Dodge – perkusja (1951–1956)
- Ron Crotty – kontrabas (1953)
- Lloyd Davis – perkusja (1953)
- Norman Bates – kontrabas (1956–1958)

## Dyskografia
- Jazz at the College of the Pacific (1953, Fantasy Records)
- Jazz at Oberlin (1953, Fantasy Records[2])
- Jazz Goes to College (1954, Columbia Records)
- Time Out (1959, Columbia Records/Legacy)
- Time Further Out (1961, Columbia Records/Legacy)
- Countdown Time in Outer Space (1962, Columbia Records)
- Jazz Impressions of Japan (1964, Columbia Records/Legacy)
- DBQ In Berlin (1964, Columbia Records)
- Dave Brubeck’s Greatest Hits (1966, Columbia Records/Legacy)
- Time In (1966, Columbia Records)
- Jackpot (1966, live in Las Vegas, Columbia Records)
- Adventures in Time (1968, Columbia Records)
- DBQ 25th Anniversary Reunion (1976, A&M Records)